# Tiang

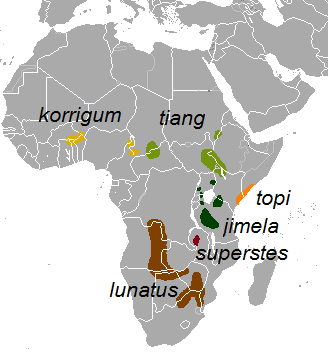
Hellgrün, das Verbreitungsgebiet der Tiang

Die Tiang (Damaliscus tiang) ist eine Antilopenart aus dem Artkomplex der Leierantilopen. Sie kommt im östlichen Sudan, im Dinder-Nationalpark und seiner unmittelbaren Umgebung, im östlichen Südsudan, im westlichen Äthiopien, im äußersten Nordwesten von Kenia, im südöstlichen Tschad und in der nördlichen Zentralafrikanischen Republik vor.

## Merkmale
Die Tiang erreicht eine Schulterhöhe von etwa 127 Zentimeter und ein Gewicht von ca. 122 kg. Angaben zur Kopf-Rumpf-Länge liegen nicht vor. Das Fell des Tiangs ist rötlich-braun mit einem rötlich-violetten Einschlag. Die Beine sind hell zimtfarben. Die Schulter- und Gesäßflecken sind aschgrau mit einem rötlichen Schimmer. Die Gesichtsmaske ist schwarz mit einem rötlichen Schimmer. Der Geschlechtsdimorphismus hinsichtlich der Schädelmorphologie und der Form der Hörner ist beim Tiang deutlicher ausgeprägt als bei anderen Arten der Leierantilopen. Bei vielen Exemplaren verläuft ein dunkler Streifen von den Ohren bis unterhalb der Augen. Das Fell ist rötlicher und die Hörner sind schlanker als beim Korrigum (Damaliscus korrigum).

## Lebensraum und Lebensweise
Die Tiang lebt in Graslandschaften. Wie alle Leierantilopen sind Tiangs tagaktiv und ernähren sie sich höchstwahrscheinlich fast ausschließlich von Gräsern, wobei Hühnerhirsen (Echinochloa) bevorzugt werden. Nach einer etwa sieben Monate dauernden Trächtigkeit gebären die Weibchen ihre Kälber am Ende der Trockenzeit. Genauere Angaben zum Verhalten und der Lebensweise der Tiang liegen aber nicht vor.

## Systematik
Die Tiang wurde erstmals 1863 durch den deutschen Afrikaforscher Theodor von Heuglin unter der Bezeichnung Damalis tiang beschrieben. Die Gattung Damaliscus wurde 1894 durch die englischen Zoologen Philip Sclater und Oldfield Thomas eingeführt. Ursprünglich wurden verschiedene südlich der Sahara vorkommende Antilopenformen unter der wissenschaftlichen Bezeichnung Damaliscus lunatus (deutsch: Leierantilope) geführt. Im Jahr 2003 wurde mit dem Bangweulu-Sassaby (Damaliscus superstes) eine Art abgetrennt, unter dem Hinweis, dass die übrigen Unterarten ebenfalls neu bewertet werden müssten. Im Jahr 2011 wurden diese im Zuge einer Revision der Hornträger durch den australischen Mammalogen Colin Groves und seinen englischen Kollegen Peter Grubb ebenfalls auf den Artstatus verschoben, so dass die wissenschaftliche Bezeichnung Damaliscus lunatus nur noch für das südafrikanische Tsessebe gültig ist. Die Aufspaltung der Leierantilopen in verschiedene Arten wird jedoch nicht von allen Autoren anerkannt. Bei diesen ist die Tiang weiterhin eine Unterart von Damaliscus lunatus.

## Gefährdung
Die Tiang wird von der IUCN als ungefährdet (least concern) eingestuft. Im Jahr 2016 wurde geschätzt, dass es etwa 55.000 bis 126.000 ausgewachsene Exemplare gibt, wobei die Population stabil ist. Etwa ein Drittel der Tiangs lebt in Schutzgebieten. Dazu gehören der Nationalpark Zakouma und die diesen umgebende Salamat Faunal Reserve im Südosten des Tschad, der Nationalpark Manovo-Gounda Saint Floris in der Zentralafrikanischen Republik, der Boma-Nationalpark im Südsudan, die Nationalparks Omo und Mago in Äthiopien und der Sibiloi-Nationalpark im Nordwesten von Kenia. Im sudanesischen Dinder-Nationalpark leben eventuell nur noch wenige dutzend Exemplare.